# Vera van der Horst
Vera van der Horst (Rotterdam, 25 januari 1994) is een Nederlands actrice. Ze is bekend van de Nederlandse soapserie SpangaS, waarin ze de rol van Nola Mandelbrot speelde. Op 19 april 2013 heeft Van der Horst de serie verlaten, omdat de schrijvers haar uit de serie hadden geschreven. Haar personage werd uitgezet naar haar land van herkomst.

## Filmografie

### Film
- Kankerlijers (2013): Gina
- Vampierzusjes (2013): Dakaria
- Rokjesdag (2016): n.b.
- Bogdanstrijders (2017): Istvan

### Televisie
- Mako Mermaids (2013): Maya (stem)
- SpangaS (2011-2013): Nola Mandelbrot
- Bonkers (2012)